# عقاب صلاح‌الدین

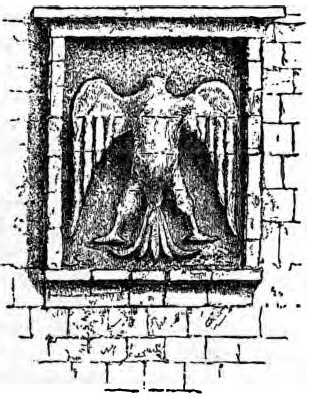
طرح اصلی «عقاب صلاح‌الدین» قلعه قاهره، در قاهره، مصر

عقاب صلاح‌الدین (کُردی: هه‌ڵۆی سه‌ڵاحه‌دین، عربی: نسر صلاح الدین) که در مصر به عقاب مصری (عربی: النسر المصری، کُردی: هه‌ڵۆی می‌سری) و عقاب جمهوری معروف است، یک عقاب هرالدیک است که به عنوان نماد و نشان ملی مصر، عراق، فلسطین، و یمن عمل می‌کند. از زمان انقلاب ۱۹۵۲ مصر، عقاب نمادی از مصر و ملی‌گرایی عربی است، به ویژه در کشورهای عربی که از دهه ۱۹۵۰ به بعد دستخوش تغییرات سیاسی ضد امپریالیستی شدند. قبلاً این نماد ملی جمهوری متحد عربی، یمن شمالی، یمن جنوبی و جمهوری عربی لیبی بود.

## خاستگاه عقاب

بازسازی استاندارد شخصی صلاح الدین، با نمایش عقاب.

صلاح‌الدین ایوبی، نخستین سلطان مصر، با الهام از عقاب باستانی که در معابد مصری از دوره فراعنه به تصویر کشیده شده بود، این حیوان را به عنوان نماد قدرت در نظر گرفت و پرچمی زرد رنگ منقش به عقاب را به عنوان نماد شخصی خود حمل کرد. ارگ قاهره که در زمان سلطنت صلاح الدین ساخته شده است، یک عقاب بزرگ در دیوار غربی خود دارد که گمان می‌رود نشان صلاح الدین را نشان می‌دهد. اولیا چلبی، کاشف عثمانی، حدس می‌زند که در اصل دو سر بوده است، عقاب روی دیوار ارگ امروزه بدون سر است. خطوط مسیر روی عقاب با خطوط روی دیوار مطابقت ندارد و نشان می‌دهد که اساساً پس از حکومت صلاح‌الدین، احتمالاً در زمان حکومت محمدعلی پاشا، زمانی که قسمت بالایی دیوار بازسازی شد، به مکان کنونی خود منتقل شده است. نماد عقاب دو سر بر روی سکه‌های العادل یکم، برادر صلاح‌الدین که به عنوان سلطان جانشین او شد، استفاده می‌شد.

## تاریخ مدرن

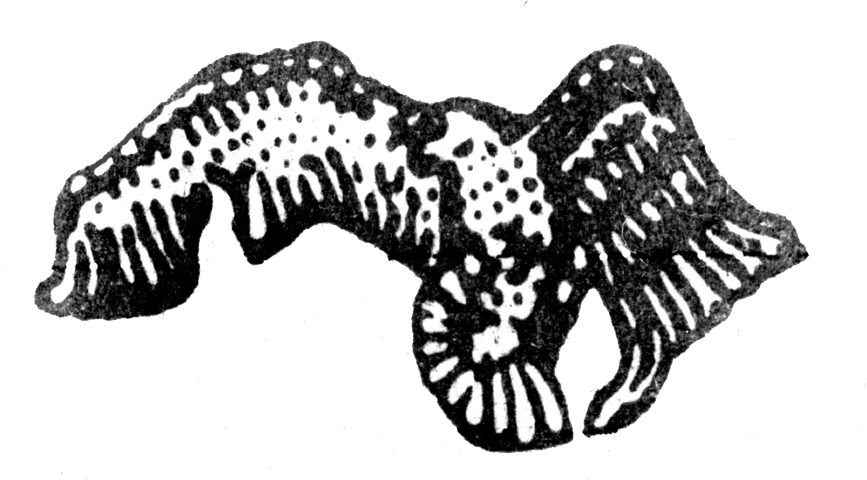
لوگوی روزنامه البعث (با رنگ اصلی قرمز). تمام سرزمین‌های عربی روی هم عقاب صلاح‌الدین را تشکیل می‌دهند؛ کشورهای رود نیل بدن عقاب، شبه‌جزیره عربستان در شرق و کشورهای عربی شمال آفریقا در غرب، بال‌های آن را تشکیل می‌دهند. این طرح ازجمله طرح‌های پرسروصدای رژیم بعث عراق برای اهداف پان‌عربیسم بود.

در انقلاب ۱۹۵۲ مصر مجدداً با تأکیدی ملی‌گرایی مصری و ملی‌گرایی عربی، این نماد نیز برجسته شد، مورد دوم به ویژه در زمینه درگیری اسرائیل و اعراب پررنگ بود. رهبران انقلاب مصر با ترسیم شباهت‌های مستقیم بین این درگیری و جنگ‌های صلیبی، تلاش‌های اعلام‌شده خود برای آزادی اعراب را با تلاش‌های صلاح‌الدین قرون وسطایی که به عنوان سلطان مصر، نیروهای عرب را علیه صلیبیون در سرزمین فلسطین متحد کرده بود، مرتبط کردند. همزمان، دولت انقلابی مصر به رهبری محمد نجیب و جمال عبدالناصر، هر دو از جانبازان جنگ فلسطین، پرچم آزادی عرب را با رنگ‌های قرمز، سفید، سیاه و سبز مرتبط با خلافت راشدین مدینه، خلافت اموی دمشق، خلافت عباسی بغداد و خلافت فاطمیون در خود مصر و قاهره معرفی کردند. آنها عقاب صلاح الدین را در مرکز پرچم قرار دادند که به رنگ طلایی بود. از این پس، هم عقاب صلاح الدین و هم پرچم آزادی عرب به نمادهایی تبدیل شدند که به‌طور جدایی ناپذیری با مصر جمهوری‌خواه و به‌صورت گسترده‌تر به ناسیونالیسم عربی گره خورده است.
هنگامی که مصر در سال ۱۹۵۸ با سوریه متحد شد و جمهوری عربی متحده را تشکیل داد و عقاب صلاح الدین نشان دولت جدید شد، در حالی که پرچم آزادی عرب به عنوان پرچم پایه در نظر گرفته شد.
اگرچه اتحادیه مصر و سوریه در سال ۱۹۶۱ پس از کودتا در سوریه به‌طور ناگهانی پایان یافت، عقاب نمادی قدرتمند برای کسانی بود که آرزوی اتحاد عربی را داشتند. پس از سرنگونی سلطنت یمن شمالی در سال ۱۹۶۲، عقاب به نماد ملی جمهوری عربی جدید یمن و سپس جمهوری دموکراتیک خلق یمن در یمن جنوبی در سال ۱۹۶۷ تبدیل شد. به همین ترتیب، انقلاب رمضان عراق در سال ۱۹۶۳ توسط حزب بعث عراق، منجر به این شد که عراق عقاب را به عنوان نشان ملی عراق انتخاب کند. برعکس، جمهوری عربی لیبی عقاب را در سال ۱۹۶۹ پذیرفت، با این حال، بعدها با شاهین قریش جایگزین شد، زمانی که لیبی، همراه با مصر و سوریه، اتحاد جماهیر عربی را در سال ۱۹۷۲ تأسیس کرد.
فلسطین، جدیدترین کشوری بود که عقاب صلاح‌الدین را پذیرفت و پس از اعلام رسمیت خود در سال ۱۹۸۸ این کار را انجام داد.

### پرچم‌ها

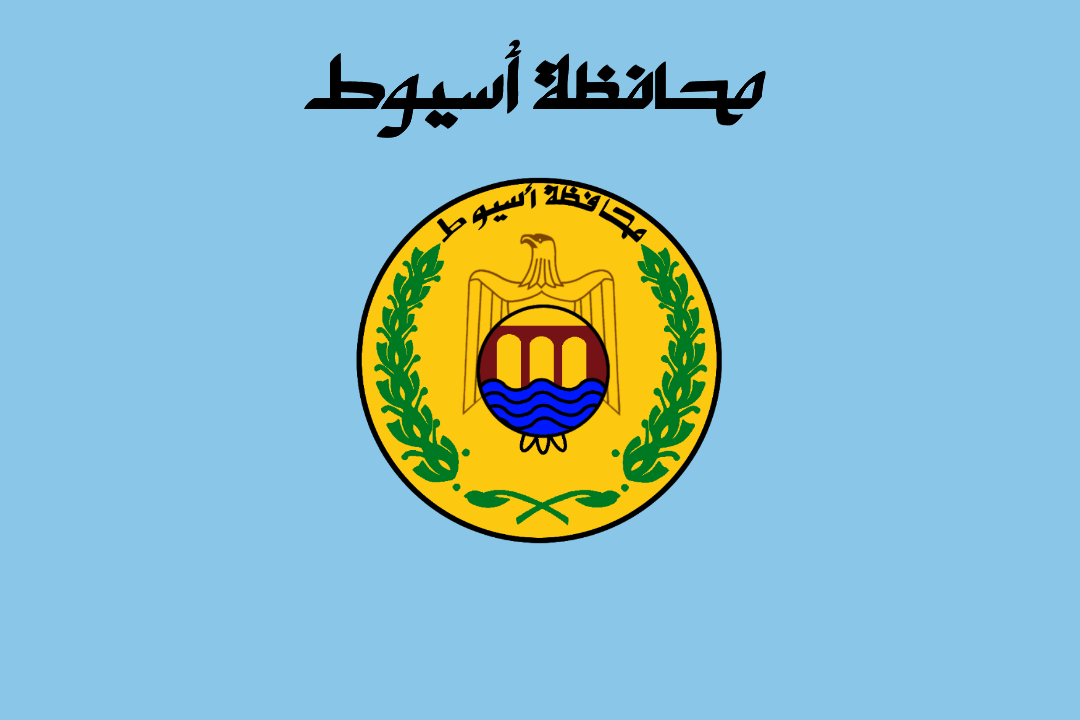
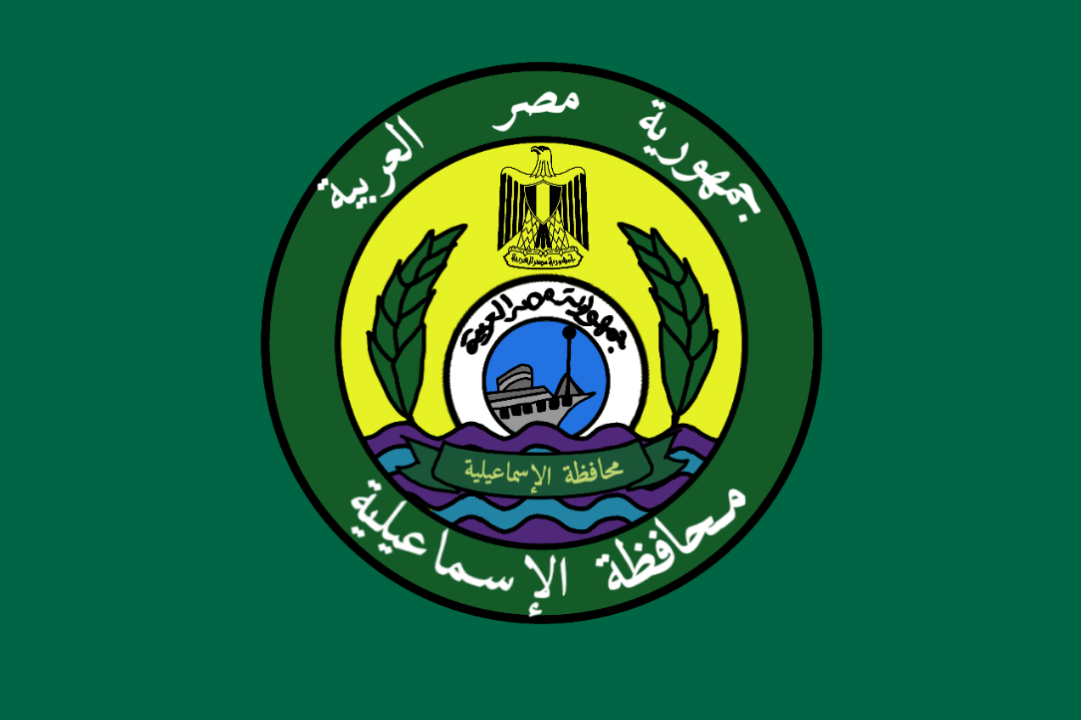

## نمادهای ملی فعلی

نشان ملی مصر
نشان ملی عراق
نشان ملی فلسطین
نشان ملی یمن

## نمادهای منطقه‌ای

نشان ملی اقلیم کردستان عراق
نشان ملی سومالی‌لند

## نمادهای ملی سابق

نشان ملی مصر (۱۹۵۳–۱۹۵۸)
نشان ملی جمهوری متحد عربی (۱۹۵۸–۱۹۷۱)
نشان ملی جمهوری عربی لیبی (۱۹۶۹–۱۹۷۲)
نشان ملی یمن جنوبی (۱۹۶۷-۱۹۷۰)
نشان ملی یمن شمالی (۱۹۶۲-۱۹۶۶)
نشان ملی یمن شمالی (۱۹۶۶-۱۹۷۴)
نشان ملی یمن شمالی (۱۹۷۴–۱۹۹۰)
نشان ملی عراق (۱۹۶۵–۱۹۹۱)
نشان ملی عراق (۱۹۹۱–۲۰۰۴)